# Gustav Niemann
Gustav Niemann (* 9. Februar 1899 in Rheine; † 1. Januar 1982 in München) war ein Professor für Maschinenbau. Er galt als Spezialist für Maschinenelemente.

## Leben
Von 1919 bis 1923 studierte Gustav Niemann Maschinenbau an der TU Darmstadt. Zu dieser Zeit engagierte er sich in der jugendbewegt-reformierten Hochschulgilde Wieland. 1928 promovierte er an der TH Berlin. Der Titel der Dissertation lautete: Über Wippkrane mit waagerechtem Lastweg.
Von 1934 bis 1950 war er Professor an der Universität Braunschweig. Ab 1949 war er Mitglied der Braunschweigischen Wissenschaftlichen Gesellschaft. Von 1951 bis 1968 war er Inhaber des Lehrstuhls Maschinenelemente an der TU München. Immer die Denk- und Arbeitsweise des Konstrukteurs vor Augen, gelang ihm 1965 die Einführung eines eigenen Lehrstuhls für Konstruktionstechnik an der TH München. Angegliedert ist die Forschungsstelle für Zahnräder und Getriebebau.

## Ehrungen
Gustav Niemann wurde mehrfach ausgezeichnet, beispielsweise 1966 mit der Grashof-Denkmünze des Vereins Deutscher Ingenieure (VDI) und der E.P. Connell Medaille der American Gear Manufacturers Association (als erster Nichtamerikaner). Die TU München hat den Hörsaal MW0001 der Fakultät für Maschinenwesen zu seinen Ehren nach Gustav Niemann benannt, 2024 dies aber wieder entfernt im Rahmen ihrer Bemühungen, sich von NS-nahen Persönlichkeiten zu distanzieren. 1991 wurde von der H.-und-H.-Hiersig-Stiftung der Gustav-Niemann-Förderpreis des VDI, der alle zwei Jahre als Auszeichnung für Abschluss- oder Forschungsarbeiten auf dem Gebiet der mechanischen Antriebstechnik verliehen wird, ins Leben gerufen.

## Schriften
- Gustav Niemann, Manfred Hirt: Maschinenelemente. Springer, Berlin 1975, 1983. ISBN 0-387-06809-0. (Standardwerk in drei Bänden)
  - Band 1: Konstruktion und Berechnung von Verbindungen, Lagern, Wellen.
  - Band 2: Getriebe allgemein, Zahnradgetriebe – Grundlagen, Stirnradgetriebe.
  - Band 3: Schraubrad-, Kegelrad-, Schnecken-, Ketten-, Riemen-, Reibradgetriebe, Kupplungen, Bremsen, Freiläufe.

Einige seiner Schriften sind immer noch, nun als Klassiker der Technik, im Springer-Verlag im Buchhandel als Reprint und Neuware erhältlich.